# وليام أبلير
وليام أبلير (بالإنجليزية: William L. Abler)‏ أو (Bill Abler) هو عالم حفريات أمريكي تخصص في دراسة أسنان الديناصورات.
وقد درس أسنان (التيرانوصوريين)، وخلص إلى أن الديناصور (التيرانوصوروس) كان لديه لعاب معدي يمكن أن يساعد في قتل الفريسة. يمكن رؤية هذا اللعاب عند بعض الحيوانات كالسحالي، مثل تنين كومودو، المعروف باسم تنين الكومودو Komodo أو Komodo.
وقد كتب أوراقًا وكتبًا حول علم المتحجرات، أحدها هو أسنان التيرانوصورات.
وقد كتب كتابًا أيضًا عن «مكانة الإنسان في الطبيعة»، «هيكل المادة»، «هيكل العقل: مكان الإنسان في الطبيعة»، «إعادة النظر».